# 44217 Whittle
44217 Whittle este un asteroid din centura principală de asteroizi.

## Descriere
44217 Whittle este un asteroid din centura principală de asteroizi. A fost descoperit pe 12 august 1998 la Reedy Creek de John Broughton. Asteroidul prezintă o orbită caracterizată de o semiaxă mare de 2,58 ua, o excentricitate de 0,06 și o înclinație de 13,6° în raport cu ecliptica.